# Mozzecane
Mozzecane är en ort och kommun i provinsen Verona i regionen Veneto i Italien. Kommunen hade 7 844 invånare (2018).